# جوناثان ماسون (سياسي)
جوناثان ماسون (بالإنجليزية: Jonathan Mason)‏ هو محامي وسياسي أمريكي، ولد في 12 سبتمبر 1756 في بوسطن في الولايات المتحدة، وتوفي بنفس المكان في 1 نوفمبر 1831. حزبياً، نشط في الحزب الفيدرالي الأمريكي. وقد انتخب عضو مجلس نواب ماساتشوستس وانتخب عضو مجلس النواب الأمريكي وانتخب عضو مجلس الشيوخ الأمريكي.